# Hector Berlioz : La Damnation de Faust

Hector Berlioz : La Damnation de Faust est un livre peint créé en 2010 par Serge Chamchinov. 

## Description
Ce livre représente une improvisation graphique originale de Serge Chamchinov sur la partition d’Hector Berlioz La Damnation de Faust. Il contient huit folios au format de 38 × 51 cm, avec quatre peintures originales, mises sous la couverture souple (couleur de tabac foncé) portant le titre manuscrit : Hector Berlioz. La partition d’Hector Berlioz La Damnation de Faust interprétée par Serge Chamchinov est présentée en quatre pages, avec des compositions en formes de « musique en mouvement ». Le texte Chanson de la puce de Johann Wolfgang von Goethe traduit par Gérard de Nerval est réalisé par une scription à la plume sur une page folio. Technique utilisé : encre de Chine et pastel à l’huile. Papier : Fabriano 250 g/m2 (pour les folios) et Himalaya 90 g/m2 (pour la couverture).

## Expositions
Le livre d'artiste Hector Berlioz. La Damnation de Faust a été exposé en 2012 et 2013 dans le cadre de Six siècles d'art du livre/ de l'incunable au livre d'artiste (Paris, Bruxelles). En novembre 2018, il a été visible lors de l'exposition à la Médiathèque des Beaux Arts de l'ENSBA (Paris) . Les 12 et 13 octobre 2020, le livre a participé à l'exposition dans le cadre de vente aux enchères Aguttes Neuilly (Neuilly-sur-Seine), lot 181.  

## Historique
Créé en exemplaire unique, ce volume a fait l'objet d'acquisition du Musée des lettres et manuscrits à Paris (société Aristophil).
En 2013, la collection du Laboratoire du livre d'artiste (section « Mythe ») a préparé une édition originale intitulée Dr. Faustus: Opus no 24 au format 30 × 30 cm (tirage 12 exemplaires uniques), avec 12 dessins au pastel de Serge Chamchinov facsimilés du livre Hector Berlioz:La Damnation de Faust.
Les dessins de Serge Chamchinov interprétant la partition d’Hector Berlioz La Damnation de Faust ont été utilisés pour le volume créé dans la collection Fête des fous en 2014, Auerbachs Keller in Leipzig.